# Mancieulles
Mancieulles és un municipi francès situat al departament de Meurthe i Mosel·la i a la regió del Gran Est. L'any 2007 tenia 1.564 habitants.

## Demografia

### Població
El 2007 la població de fet de Mancieulles era de 1.564 persones. Hi havia 672 famílies, de les quals 220 eren unipersonals (88 homes vivint sols i 132 dones vivint soles), 184 parelles sense fills, 196 parelles amb fills i 72 famílies monoparentals amb fills.
La població ha evolucionat segons el següent gràfic:
Habitants censats

### Habitatges
El 2007 hi havia 774 habitatges, 690 eren l'habitatge principal de la família, 12 eren segones residències i 72 estaven desocupats. 542 eren cases i 231 eren apartaments. Dels 690 habitatges principals, 526 estaven ocupats pels seus propietaris, 148 estaven llogats i ocupats pels llogaters i 16 estaven cedits a títol gratuït; 4 tenien una cambra, 97 en tenien dues, 134 en tenien tres, 222 en tenien quatre i 233 en tenien cinc o més. 459 habitatges disposaven pel capbaix d'una plaça de pàrquing. A 323 habitatges hi havia un automòbil i a 260 n'hi havia dos o més.

### Piràmide de població
La piràmide de població per edats i sexe el 2009 era:
| Homes | Edats   | Dones |
| ----- | ------- | ----- |
| 0     | 95 o +  | 0     |
| 0     | 90 a 94 | 8     |
| 4     | 85 a 89 | 20    |
| 4     | 80 a 84 | 4     |
| 40    | 75 a 79 | 52    |
| 44    | 70 a 74 | 56    |
| 32    | 65 a 69 | 72    |
| 44    | 60 a 64 | 68    |
| 28    | 55 a 59 | 40    |
| 40    | 50 a 54 | 36    |
| 36    | 45 a 49 | 60    |
| 76    | 40 a 44 | 52    |
| 56    | 35 a 39 | 56    |
| 24    | 30 a 34 | 36    |
| 40    | 25 a 29 | 28    |
| 48    | 20 a 24 | 32    |
| 44    | 15 a 19 | 44    |
| 64    | 10 a 14 | 48    |
| 12    | 5 a 9   | 28    |
| 20    | 0 a 4   | 28    |

## Economia
El 2007 la població en edat de treballar era de 951 persones, 704 eren actives i 247 eren inactives. De les 704 persones actives 631 estaven ocupades (348 homes i 283 dones) i 73 estaven aturades (33 homes i 40 dones). De les 247 persones inactives 70 estaven jubilades, 85 estaven estudiant i 92 estaven classificades com a «altres inactius».

### Ingressos
El 2009 a Mancieulles hi havia 740 unitats fiscals que integraven 1.723,5 persones, la mediana anual d'ingressos fiscals per persona era de 17.993 €.

### Activitats econòmiques
Dels 52 establiments que hi havia el 2007, 1 era d'una empresa extractiva, 2 d'empreses alimentàries, 2 d'empreses de fabricació d'altres productes industrials, 18 d'empreses de construcció, 9 d'empreses de comerç i reparació d'automòbils, 2 d'empreses de transport, 3 d'empreses d'hostatgeria i restauració, 1 d'una empresa d'informació i comunicació, 1 d'una empresa financera, 2 d'empreses de serveis, 7 d'entitats de l'administració pública i 4 d'empreses classificades com a «altres activitats de serveis».
Dels 16 establiments de servei als particulars que hi havia el 2009, 1 era una oficina de correu, 1 taller de reparació d'automòbils i de material agrícola, 3 paletes, 1 guixaire pintor, 3 fusteries, 2 electricistes, 1 empresa de construcció i 4 perruqueries.
Dels 4 establiments comercials que hi havia el 2009, 2 eren fleques, 1 una fleca i 1 una peixateria.
L'any 2000 a Mancieulles hi havia 7 explotacions agrícoles que ocupaven un total de 216 hectàrees.

## Equipaments sanitaris i escolars
El 2009 hi havia 1 centre de salut, 1 farmàcia i 1 ambulància.
El 2009 hi havia una escola elemental.

## Poblacions més properes
El següent diagrama mostra les poblacions més properes.